# Norbert Koubek
Norbert Koubek (* 15. April 1942 in Lanz, Böhmen) ist ein deutscher Wirtschaftswissenschaftler.

## Werdegang
Koubek studierte von 1962 bis 1967 Volkswirtschaftslehre an der Goethe-Universität Frankfurt. Nach dem Abschluss zum Diplom-Volkswirt war er Wissenschaftlicher Mitarbeiter am Institut für das Kreditwesen der Universität und promovierte 1969 zum Dr. rer. pol. Danach entschied er sich für eine Tätigkeit als Wissenschaftlicher Referent beim Wirtschafts- und Sozialwissenschaftlichen Institut des Deutschen Gewerkschaftsbundes in Düsseldorf. Hier entwickelte er unter anderem im Rahmen einer von ihm aufgebauten und geleiteten Projektgruppe die sogenannte „Arbeitsorientierte Einzelwirtschaftslehre (AOEWL)“, die innerhalb der Betriebswirtschaftslehre eine heftige und kontroverse Diskussion auslöste.
1974 folgte er einem Ruf auf eine Professur für Wirtschaftswissenschaft am Fachbereich Wirtschaftswissenschaft der Bergischen Universität Wuppertal. Die Schwerpunkte seiner Lehr- und Forschungstätigkeiten lagen, ausgehend von der Arbeitswirtschaft, in den Bereichen der Arbeitsorientierten Theorie der Unternehmung, der Multinationalen Konzerne und Globalisierung der Wirtschaft sowie der Innovationen und Wirtschaftszyklen. Er war und ist in Teilen weiterhin Lehrbeauftragter an zahlreichen Hochschulen, unter anderem an den Universitäten in Warschau, St. Petersburg, Bukarest, Pune.
Er gehörte 1975 zu den Unterzeichnern des Memorandums „Für eine wirksame und soziale Wirtschaftspolitik“, aus dem die Arbeitsgruppe Alternative Wirtschaftspolitik hervorging.
Zwischen 1978 und 2006 war er Mitglied des Aufsichtsrats der Saarstahl AG, Völklingen, Ende 2002 gehörte er zu den Gründern des Alumni e. V. im Fachbereich Wirtschaftswissenschaft und übernahm dort von 2003 bis 2007 den Vorsitz im Vorstand. Zur Verbesserung der universitären und studentischen Organisationskultur und zur Verstärkung der Zusammenarbeit mit der Stadt und Region. Hier initiierte und verantwortete er in den folgenden Jahren die seit 2003 jährlich in den Räumen der Historischen Stadthalle Wuppertal stattfindenden Absolventenfeiern mit anschließendem Universitätsball, und Ende 2007 wurde mit seiner Beteiligung die Schumpeter School Stiftung gegründet, in der er seither als Sprecher im Vorstand tätig ist. Ende des Sommersemesters 2010 verabschiedete sich Koubek nach 72 Semestern mit einer Abschiedsvorlesung zum Thema „Ein Urphänomen und seine Wirkung - Die Macht des Lichts und ihre ökonomischen Folgen“ aus dem Lehrstuhl, um unmittelbar danach bis Mitte 2012 als Gründungsdirektor das Zentrum für Weiterbildung der Bergischen Universität aufzubauen.

## Veröffentlichungen (Auswahl)
Koubek ist Verfasser zahlreicher wissenschaftlicher Publikationen, deren Schwerpunkte in den drei Gebieten Wirtschaftsstrukturen und Institutionen, Arbeitsorientierung und Betriebswirtschaftslehrer sowie Internationale Organisationen und Globalisierung liegen.
Wirtschaftstrukturen und Institutionen
- Das Wettbewerbssystem im Rahmen volkswirtschaftlicher Steuerungssysteme. In: WWI-Mitteilungen. 23. Jg., H. 11, 1970, S. 328–336.
- Konzentration in der Bundesrepublik Deutschland. In: K. H. Pütz (Hrsg.): Das Nein zur Vermögenspolitik. Reinbek 1974, S. 68–106.
- Universitätsmodelle: Von der Ordinarien- zur Dienstleistungsuniversität. In: M. Pütz, Th. Böth, V. Arendt (Hrsg.): Controllingbeiträge im Spannungsfeld offener Problemstrukturen und betriebspolitischer Herausforderungen. Festschrift für Winfried Matthes. Lohmar/Köln 2008, S. 419–438.
- Ein Urphänomen und seine Wirkung. die Macht des Lichts und ihre ökonomischen Folgen. (= Schumpeter Discussion Papers. 2011-005). Wuppertal 2011.

Arbeitsorientierung und Betriebswirtschaftslehre
- Grundelemente einer Arbeitsorientierten Einzelwirtschaftslehre. In: WSI-Mitteilungen. 26. Jg., H. 5, 1973, S. 166–181.
- Plädoyer für eine ökonomische Anthropologie auf der Grundlage von Interessen. In: Archiv für Rechts- und Sozialphilosophie. Band LX, 1974, S. 327–352.
- Arbeitsorientierte Rationalität und Arbeitnehmerinteressen. In: Zeitschrift für betriebswirtschaftliche Forschung. 29. Jg., H. 1, 1977, S. 31–43.
- Perspektiven der Weiterentwicklung einer arbeitsorientierten Theorie der Unternehmung. In: P. Clever u. a. (Hrsg.): Ökonomische Theorie und wirtschaftliche Praxis. Festschrift für Rolf Hanschmann. Herne/Berlin 1981, S. 143–152.
- Wirtschaftlichkeit. In: Bundesamt für Arbeitsschutz und Arbeitsmedizin Dortmund (Hrsg.): Handbuch zur Humanisierung der Arbeit. Bremerhaven 1985, S. 1205–1222.
- Arbeitsorientierte Theorie der Unternehmung als Teil einer interdisziplinären Arbeitswissenschaft. In: S. Laske, M. Schweres (Hrsg.): Arbeitsorientierung in den Wirtschaftswissenschaften. München 2014, S. 93–111.

Internationale Organisationen und Globalisierung
- Internationale Unternehmen. In: W. Glastetter, E. Mandel, U. Müller, R. Rettig (Hrsg.): Handwörterbuch der Volkswirtschaftslehre. 2. Auflage. Wiesbaden 1980, S. 895–908.
- mit H. Gester und G. R. Wiedemeyer (Hrsg.): Richtlinien für das Personalmanagement in internationalen Unternehmen. Baden-Baden 1992.
- mit Th. Cleff, Chr. Pierotti und S. Schafmeister (Hrsg.): Unternehmensstrategien in der Triade. Baden-Baden 1996.
- mit G. R. Krishnamurthy (Hrsg.): Strategien deutscher Unternehmen in Indien. Frankfurt am Main u. a. 2006.
- mit K. Meyer und S. Weinert: Offshoring strategies of multinational companies in different regions of Asia. In: P. J. J. Welfens, C. Ryan, S. Chirathivat, F. Knipping (Hrsg.): The EU and ASEAN Facing Economic Globalization. Heidelberg / New York 2009, S. 205–222.
- mit S. Dehnen und J. H. van Dinther: From emerging economies toward the Emerging Triad. (= Schumpeter Discussion Papers. 2013-008). Wuppertal 2013.

Eine nach dieser Systematik gegliederte Zusammenstellung an Veröffentlichungen in Einzelautorenschaft erschien 2010 unter dem Titel „Jenseits und Diesseits der Betriebswirtschaftslehre. Institutionen – Unternehmenstheorien – Globale Strukturen“.

## Ehrungen
- W. Baumann, U. Braukmann, W. Matthes (Hrsg.): Innovation und Internationalisierung. Festschrift für Norbert Koubek. Wiesbaden 2010.
- Verdienstkreuz am Bande der Bundesrepublik Deutschland 2011.[1]